# Delitto d'amore
Delitto d'amore is een Italiaanse  film van Luigi Comencini die werd uitgebracht in 1974.

## Samenvatting
Carmela Santoro en Nullo Bronzi zijn twee jonge mensen die in de buitenwijken van Milaan wonen. Ze werken als arbeider in een fabriek in de buurt. De katholieke familie van Carmela is afkomstig uit Sicilië en is gehecht gebleven aan de traditionele Siciliaanse waarden. Een ontwortelde Carmela worstelt echter wel met het contrast tussen het vrijere noorden en de zuiderse manier van leven. Nullo is de vrijgevochten zoon van niet-gelovige communistische ouders uit Lombardije. 
Carmela en Nullo voelen zich onweerstaanbaar tot elkaar aangetrokken. Ze delen wel dezelfde politieke en socio-economische ideeën, maar eenmaal thuis bij de familie merken ze dat ze deel uitmaken van twee tegengestelde werelden. Toch trouwen ze na een tijdje, ondanks hun erg verschillende milieus.
Kort na hun huwelijk slaat het noodlot wreed toe: op het werk wordt Carmela het slachtoffer van een vergiftiging veroorzaakt door een tekortschietend preventiebeleid. Ze sterft uiteindelijk ten gevolge van industriële vervuiling.

## Rolverdeling
| Acteur             | Personage                 |
| ------------------ | ------------------------- |
| Stefania Sandrelli | Carmela Santoro           |
| Giuliano Gemma     | Nullo Bronzi              |
| Brizio Montinaro   | Pasquale Santoro          |
| Renato Scarpa      | de fabrieksarts           |
| Cesira Abbiati     | Adalgisa                  |
| Emilio Bonucci     | de broer van Nullo        |
| Rina Franchetti    | de moeder van Nullo       |
| Walter Valdi       | de burgemeester           |
| Pippo Starnazza    | de tuinier van de fabriek |